# 고려극장
고려극장(러시아어: Корейский Театр)은 카자흐스탄 알마티에 있는 한국 문화 전문 국립극장이다. 고려인들 의해 운영되고 있으며, 1932년부터 공연되고 있다.
1932년 러시아의 블라디보스토크에서 극동지방고려극단라는 이름으로 설립되었으며, 1937년 소련의 고려인 강제이주 정책으로 인해 우즈베키스탄의 타슈켄트로 옮겨 타슈켄트 극단으로 명칭을 변경하였다. 이 당시 홍범도가 관리인으로 일했던 바 있으며, 이후 카자흐스탄의 우슈토베로 이전해 탈듸쿠르간 지역 음악 및 드라마 고려극장으로 바뀌었다. 그 뒤 1968년 현재 위치인 알마티에 정착했으며, 2018년 정세균이 국회의장 자격으로, 2019년 문재인이 대통령 자격으로 각각 방문하였다.